# P.P.S. あなたへ…
『P.P.S. あなたへ…』（ピー.ピー.エス あなたへ…）は、あみんの2枚組作品集。2007年12月19日発売。発売元はBMG JAPAN。

## 解説
岡村孝子・加藤晴子から成る女性デュオの2枚組アルバム。1980年代にリリースしたスタジオ・アルバムとカヴァー・アルバムの2作品、4枚のシングル・レコード盤A面/B面曲を完全収録した企画盤。1980年代発表の全音源が完全網羅されたCDであるため、ベスト盤というよりは "CD-BOX" 的な一面を持つ。
全28曲、デジタル・リマスタリング実施音源。
- Disc 1は、岡村孝子作詞・作曲のナンバーのみを収録。1982年のオリコン年間ヒットチャートの第1位に輝いた「待つわ」（1982年7月21日）のアルバム・バージョンが久しぶりにCD化された。曲の並びは原則としてオリジナル音源のリリース順であるが、「待つわ ～ALBUM VERSION～」はこの原則に反し、Disc 1の末尾に収録されている。また、1stアルバム『P.S. あなたへ…』には先行シングルとして発売された曲も含まれているため、同アルバムの収録順と一部異同がある。
- Disc 2は、他の作家による作品や、カヴァー・ソングを収録。M-1～3にはアルバム『P.S. あなたへ…』収録曲、M-4～14にはアルバム『メモリアル』収録曲が収められている。

同日、2007年9月15日に渋谷公会堂（当時の名称は "渋谷C.C.Lemonホール"）で行われた24年ぶりのコンサートのファイナル公演を収録したDVD『25th Anniversary Aming Concert Tour 2007 In the prime 〜ひまわり〜』が発売された。本アルバムからは、「琥珀色の想い出」「ペパーミントの香り」「ごめんね」「冬」が収録されている（「待つわ」「未知標」も披露されたが、ともに2ndアルバム『In the prime』収録の'07バージョン）。なお、このライブの模様は10月27日にNHK BS2で放送されたが、DVDはその番組とは別編集になっている。
録音が1980年代ながら本アルバム未収録の楽曲としては、2000年代に入って企画盤CDで初音源化されたCMソング「明治チェルシーの唄」がある。元々あみん名義の作品に収録されたことはなく、同タイトルのコンピレーション・アルバムにのみ収録されている（2005年5月25日発売）。

## 収録曲

### Disc 1
1. 待つわ（4:26）
デビュー曲。2007年、再結成した際にはセルフカヴァーで発売された（『ひまわり／待つわ'07』2007.6.20）。
2. 未知標（4:37）
3. 琥珀色の想い出（3:50）
4. ごめんね（3:16）
5. 心こめて 愛をこめて（4:05）
6. Lover My Love（5:07）
7. 潮の香りの中で（4:51）
8. 届かない心（3:55）
9. つくり笑い（3:44）
10. ペパーミントの香り（3:43）
11. あなたへ…（3:45）
12. おやすみ（4:00）
13. あの日の風景（4:14）
14. 待つわ ～ALBUM VERSION～（5:44）
  - 全作詞・作曲: 岡村孝子
  - 全編曲: 萩田光雄、Ebako Jr.

### Disc 2
1. コーヒーはきらい（4:50）
  - 作詞・作曲: 松宮恭子、編曲: 萩田光雄、Ebako Jr.
2. 心を開いて（3:30）
  - 作詞: 清水義明・松井五郎、作曲: 後藤美喜子、編曲: 萩田光雄、Ebako Jr.
3. 冬（3:34）
  - 作詞: 戸次真理子、作曲: 木戸泰弘、編曲: 萩田光雄、Ebako Jr.
4. 白いページの中に（4:56）
  - 作詞・作曲: 柴田まゆみ、編曲: 瀬尾一三、Ebako Jr.
5. 朝（4:46）
  - 作詞・作曲: 坂本忬誌子、編曲: 瀬尾一三、Ebako Jr.
6. 来夢来人（4:36）
  - 作詞・作曲: 大友裕子 、編曲: 平野孝幸、Ebako Jr.
7. ボヘミアン（4:42）
  - 作詞・作曲: 安田慧子、編曲: 瀬尾一三、Ebako Jr.
8. リベルテ（4:29）
  - 作詞: 服部裕見子・松永千鶴、作曲: 服部裕見子、編曲: 飛澤宏元、Ebako Jr.

岡村孝子がソロ･アーティストに転向後に発表した『liberté』（1987年7月5日発売の3rd アルバム・タイトル曲）とは別の曲。
9. 追想（3:50）
  - 作詞・作曲: 城山清一、編曲: 瀬尾一三、Ebako Jr.
10. 青いクレヨン（3:31）
  - 作詞・作曲: 菊池弘子、編曲: 飛澤宏元、Ebako Jr.
11. そよ風の妖精（4:17）
  - 作詞・作曲: 後藤美喜子、編曲: 飛澤宏元、Ebako Jr.
12. 想い（4:56）
  - 作詞・作曲: 藤田久美子、編曲: 飛澤宏元、Ebako Jr.
13. サルビアの花（3:56）
  - 作詞: 相沢靖子、作曲: 早川よし夫 、編曲: 萩田光雄、Ebako Jr.
14. 六月の子守唄（4:25）
  - 作詞: あだちあかね、作曲: 野田幸嗣、編曲: 平野孝幸、Ebako Jr.

## 関連作品
- P.S. あなたへ…
- メモリアル
- In the prime
- Andantino a tempo　（岡村孝子作品集）